# Destino: La Saga Winx
Destino: La Saga Winx (en inglés Fate: The Winx Saga) es una serie de drama adolescente basada en la serie animada Winx Club, creada por Iginio Straffi, producida por Archery Pictures en asociación con Rainbow, un estudio copropiedad de Iginio Straffi y Paramount Global. Desarrollada por Brian Young, quien también actúa como showrunner y productor ejecutivo, está protagonizada por Abigail Cowen, Hannah van der Westhuysen, Precious Mustapha, Eliot Salt y Elisha Applebaum. 
Iginio Straffi propuso por primera vez una versión de acción en vivo de Winx Club en 2011, después de que Viacom, propietario de Nickelodeon, se convirtiera en copropietario de su estudio y comenzara a financiar sus proyectos. Antes de aprobar la producción de la serie, Straffi adquirió experiencia con la televisión de acción en vivo trabajando como productor para Club 57 de Nickelodeon. La fotografía principal de Fate finalmente comenzó en septiembre de 2019 en Irlanda.
Al principio de la producción, los miembros estadounidenses del equipo de Nickelodeon de la caricatura, incluida la actriz de voz de Bloom, Molly Quinn, se reunieron con el equipo de producción de Fate y revisaron el guion piloto. Joanne Lee de Rainbow también supervisó el programa como productora ejecutiva. Aparte de ellos, el equipo detrás de Fate es completamente nuevo en la franquicia Winx, y los escritores fueron reclutados de dramas para adolescentes como Crónicas vampíricas.
La serie presenta un elenco basado en los personajes del programa animado. La primera temporada de seis episodios debutó en Netflix el 22 de enero de 2021 y fue vista por 57 millones de suscriptores en los primeros 28 días de su lanzamiento. En febrero de 2021, la serie fue renovada para una segunda temporada que se estrenó el 16 de septiembre de 2022. Se vio durante 49 millones de horas y fue número 1 en 76 países en sus dos primeros días de estreno.
El 1 de noviembre de 2022, la serie fue cancelada después de dos temporadas: Brian Young anunció que Netflix había decidido no hacer ninguna temporada más, dejando la serie con un final sin resolver.

## Sinopsis
Por primera vez las seis hadas más populares pasan a ser adolescentes reales aprendiendo a controlar sus poderes mientras viven juntas en un internado mágico. Ubicada en un mundo paralelo místico y lejano, la escuela Alfea ha entrenado a las hadas en las artes mágicas durante miles de años, pero nunca ha tenido a una estudiante como Bloom. Criada en el mundo humano, es impulsiva, amable… y peligrosa. Dentro de ella hay un poder que podría destruir ambos mundos o salvarlos. Para controlarlo, ella tiene que dominar sus emociones. Siendo una adolescente, ¿qué tan difícil puede llegar a ser?
Los seis episodios de la primera temporada siguen las aventuras de cinco amigas que asisten a la escuela Alfea, un internado mágico en el Otro Mundo, donde deben aprender a dominar sus poderes mágicos mientras se ven inmersas en asuntos relacionados al amor, las rivalidades y los monstruos que amenazan su propia existencia.

## Reparto

### Principales
- Abigail Cowen como Bloom Peters, un hada del fuego de 16 años, estudiante de primer año de Alfea y compañera de cuarto de Aisha, que fue criada en California por padres humanos. Descubre que es una niña cambiada al llegar a Alfea, lo cual despierta en ella descubrir su pasado.
- Hannah van der Westhuysen como Stella de Solaria, un hada de la luz apasionada con la moda y la princesa de Solaria. A diferencia de sus compañeras de habitación, es una estudiante de segundo año.
- Precious Mustapha como Aisha, una atlética hada del agua, estudiante de primer año de Alfea y compañera de cuarto de Bloom.
- Eliot Salt como Terra Harvey, un hada de la tierra y la hermana de Sam. Se crio en Alfea pero tiene problemas para relacionarse con sus compañeras de habitación, especialmente con su compañera de cuarto Musa.
- Elisha Applebaum como Musa Kimura, un hada de la mente que siente las emociones de otras personas. Es una estudiante de primer año y compañera de cuarto de Terra.
- Danny Griffin como Sky de Eraklyon, el exnovio de Stella e hijo del supuesto fallecido héroe de guerra Andreas de Eraklyon. Fue criado por Silva y es un estudiante especialista de segundo año.
- Sadie Soverall como Beatrix, un hada del aire que puede manipular la electricidad. Es una estudiante de primer año que pretende descubrir más sobre la oscura historia de Alfea. Está inspirada en las Trix, teniendo la personalidad de Icy, los poderes de Stormy y la relación con Riven de Darcy.
- Freddie Thorp como Riven, un problemático estudiante especialista de segundo año y mejor amigo de Sky. En la primera temporada y hasta el primer episodio de la segunda, tiene una relación sentimental con Beatrix.
- Eva Birthistle como Vanessa Peters (temporada 1), la madre adoptiva de Bloom. Debido a un incidente en el que Bloom perdió el control sobre sus poderes, está cubierta de quemaduras de tercer grado.
- Robert James-Collier como Saúl Silva, el instructor de esgrima en Alfea y el tutor de Sky. Había sido amigo del padre de Sky.[5]
- Eve Best como Farah Dowling, la directora de Alfea. En el último episodio de la primera temporada es asesinada por Rosalind Hale.
- Lesley Sharp (temporada 1) y Miranda Richardson (temporada 2) como Rosalind Hale, la antigua directora de Alfea.[6] En la segunda temporada se convierte otra vez en la directora de Alfea tras matar a Farah.
- Theo Graham como Dane (temporada 2, recurrente temporada 1), un estudiante de primer año especialista que se hace amigo de Terra, Riven y Beatrix. Está enamorado de Riven y Beatrix.
- Jacob Dudman como Sam Harvey (temporada 2, recurrente temporada 1), un hada de la tierra y el hermano de Terra, que tiene la capacidad de atravesar paredes y objetos. Empieza a salir con Musa.
- Ken Duken como Andreas de Eraklyon (temporada 2, recurrente temporada 1), el padre de Sky.[7]
- Brandon Grace como Grey Owens (temporada 2), un especialista que tiene una atracción mutua inmediata con Aisha, pero que se revela que tiene un oscuro secreto.
- Éanna Hardwicke como Sebastian Valtor (temporada 2), un ex especialista, graduado de Alfea y amigo de Saúl, que también comparte una conexión con las Brujas de Sangre.
- Paulina Chávez como Flora (temporada 2), un hada de la tierra optimista y prima de Terra y Sam que llega a Alfea y se hace amiga de las Winx.

### Secundarios
- Josh Cowdery como Mike Peters (temporada 1), el padre adoptivo de Bloom. Igual que Vanessa, no sabe que Bloom es un hada y que no es su verdadera hija.
- Alex Macqueen (temporada 1) y Daniel Betts (temporada 2) como Ben Harvey, el profesor de botánica de Alfea y el padre de Terra y Sam.
- Kate Fleetwood como Reina Luna, la madre de Stella y reina de Solaria.[8]
- Leah Minto como Kat, una especialista y amiga de Stella.[9] Al final de la segunda temporada empieza una relación con Terra.
- Sarah Jane Seymour como Noura (temporada 1)
- Sean Sagar como Marco (temporada 1-2)
- Jayden Revri como Devin (temporada 2)
- JJ Battell como Luke (temporada 2)
- Shameem Ahmad como Bavani Selvarajah (temporada 2)

## Episodios
| Temporada | Temporada | Episodios | Episodios | Lanzamiento original     | Lanzamiento original     |
| --------- | --------- | --------- | --------- | ------------------------ | ------------------------ |
|           | 1         | 6         | 6         | 22 de enero de 2021      | 22 de enero de 2021      |
|           | 2         | 7         | 7         | 16 de septiembre de 2022 | 16 de septiembre de 2022 |

### Primera temporada (2021)
| N.º | Título                                                    | Dirigido por       | Escrito por                                        | Fecha de lanzamiento original |
| --- | --------------------------------------------------------- | ------------------ | -------------------------------------------------- | ----------------------------- |
| 1 | «A las aguas y a lo salvaje» «To the Waters and the Wild» | Lisa James Larsson | Historia de: Brian Young                           | 22 de enero de 2021           |
| Con la esperanza de controlar sus poderes mágicos, Bloom, un hada de fuego de dieciséis años, comienza sus estudios en el instituto Alfea, una escuela para hadas ubicada en una dimensión paralela y conoce a sus peculiares compañeros. Bloom se entera de que es un hada suplente, reemplazando al hijo legítimo de sus padres humanos. Los quemados, unas criaturas asesinas que merodean en el bosque, comienzan a acechar la escuela. |                                                           |                    |                                                    |                               |
| 2 | «No hay extraños aquí» «No Strangers Here»                | Lisa James Larsson | Speed Weed                                         | 22 de enero de 2021           |
| Bloom y sus amigos intentan recuperar el anillo de Stella que se llevó un Quemado antes de que los soldados del reino de Solaria conducieran a la criatura a prisión. Saúl Silva, el instructor de esgrima de Alfea, es herido por un quemado. Se revela que Silva no puede ser sanado hasta que muera el mismo Quemado que lo atacó. Beatrix insiste en ir a un pasadizo secreto de la oficina de la directora, Farah Dowling, y convence al asistente de la dirección, Callum, para que la ayude y se ponga de su lado. La chica empieza una relación con Riven y le revela que está tramando un plan para rebelarse contra Dowling. Farah descubre que el Quemado retenido ha sido liberado por alguien. |                                                           |                    |                                                    |                               |
| 3 | «Fuertes esperanzas mortales» «Heavy Mortal Hopes»        | Hannah Quinn       | Victoria Bata                                      | 22 de enero de 2021           |
| Aisha sugiere que hablen con Terra y busquen respuestas en los anuarios de su padre. Farah enseña a las hadas a controlar y a usar correctamente sus poderes. Bloom invoca su magia fácilmente, mientras que a Aisha se le dificulta. Saúl sufre debido a la infección del Quemado, pero finge poder aguantar su dolor. Terra se siente tímida por su obesidad, mientras que Musa empieza una relación con el hermano de Terra, Sam. Bloom decide ir al círculo de piedra para conjurar tanta magia como pueda, pero Aisha le dice que no es buena idea, por lo que ambas se dirigen a una fiesta organizada en Alfea. Sky le advierte a Bloom de que tenga cuidado con Stella, la cual dejó ciega a su amiga en un ataque de celos al verla con Sky. Una Bloom ebria le reclama a Dowling sobre que les están mintiendo con respecto al pasado de Alfea, mientras que Terra ve a Dane hablando mal de ella en un video en las redes sociales. Al final, Beatrix mata a Callum, el asistente de la dirección que la ayudaba, usándolo como carnada para desactivar una trampa y poder acceder al pasadizo secreto de la oficina de Dowling. |                                                           |                    |                                                    |                               |
| 4 | «Algún ángel destrozado» «Some Wrecked Angel»             | Hannah Quinn       | Niceole R. Levy                                    | 22 de enero de 2021           |
| La Reina Luna llega a Alfea para dar un discurso. No está contenta con el progreso de su hija Stella y decide sacarla de la escuela en contra de los deseos de Dowling. Mientras tanto, Dowling empieza a investigar la muerte de Callum. Bloom se entera de esto por Aisha y empieza a buscar información oculta en la escuela con la ayuda de Beatrix. Las dos encuentran una sala de guerra con un mapa en el que hay marcado Aster Dell. Beatrix lleva a Bloom a Aster Dell y dice que allí se cometieron crímenes de guerra, ya que afirma que Dowling y sus aliados lo destruyeron para matar a los Quemados que estaban allí sin tener en cuenta los daños colaterales. Ella afirma que esto sucedió dos días antes del día en el que nació Bloom, lo que hace que Bloom sospeche que sus padres biológicos fueran asesinados en Aster Dell. Beatrix luego le revela a Bloom que la antigua directora de Alfea llamada Rosalind es su aliada, que todavía está viva y que Dowling la mantiene cautiva. Antes de que Bloom pueda obtener más información, Dowling llega y detiene a Beatrix. Pero cuando Dowling le pregunta a Bloom, la chica le miente y no le dice por qué estaban realmente allí. |                                                           |                    |                                                    |                               |
| 5 | «Marchitarse en la verdad» «Wither Into the Truth»        | Stephen Woolfenden | Historia de: Victoria Bata; Guion de: Sarah Hooper | 22 de enero de 2021           |
| Beatrix se encuentra encarcelada en Alfea, pero Dane y Bloom planean ayudarla a escapar. Mientras tanto, Dowling y Silva le han encargado a Sky que espíe a Bloom. Bloom visita en secreto a Beatrix con la ayuda de Dane, y Beatrix le ofrece acceso a Rosalind si la liberan. Stella se ha colado de nuevo en Alfea. Musa, Terra y Stella planean una forma de ayudar a Bloom sin ayudar a Beatrix, aunque Aisha no esté de acuerdo con ese plan. Sky pilla a Bloom conjurando magia en el círculo de piedra para liberar a Beatrix. Sky la confronta y le cuenta la verdad sobre su espionaje. Quiere que confíen el uno en el otro. Se besan, pero Bloom lo droga para dejarlo inconsciente. Un batallón llama para revelar que muchos Quemados están en camino. Bloom confronta a Dowling sobre Aster Dell. Dowling dice que Rosalind les engañó para que lo destruyeran y por eso la tienen cautiva. Terra y Musa ayudan a liberar a Beatrix y juntas bajan al sótano con Bloom y Stella para liberar a Rosalind. Stella usa a Beatrix para activar la trampa, inmovilizándola. Liberan a Rosalind mientras que los demás se preparan para luchar contra los Quemados. |                                                           |                    |                                                    |                               |
| 6 | «Un corazón fanático» «A Fanatic Heart»                   | Stephen Woolfenden | Brian Young                                        | 22 de enero de 2021           |
| Rosalind le dice a Bloom que Aster Dell estaba lleno de Brujas de Sangre y que los padres biológicos de Bloom todavía están vivos. También revela que los Quemados persiguen a Bloom por sus poderes. Mientras los Quemados se acercan peligrosamente, Rosalind intenta activar todo el poder de Bloom, pero luego Bloom se da cuenta de que la están utilizando. Ella va a ayudar a Alfea alejando a los Quemados. Sky la recibe y los dos se vuelven a besar antes de enfrentarse a los Quemados, logrando Bloom desatar todo su poder y destruirlos a todos. Bloom y sus compañeras de habitación vuelven a la Tierra, donde Bloom les revela todo a sus padres adoptivos. Mientras tanto, Silva le revela a Sky que tuvo que matar a Andreas, padre de Sky, por ponerse del lado de Rosalind. En eso Rosalind escapa junto a Beatrix, Dane y Riven. Los solarianos finalmente llegan con la reina Luna y, para sorpresa de todos, Andreas. Detienen a Silva por intento de asesinato de Andreas. En el bosque, Rosalind y Dowling se enfrentan; Rosalind le dice a Dowling que la Llama del Dragón, un antiguo poder mágico, arde dentro de Bloom y que se usó contra los Quemados que eran soldados en una antigua guerra. Rosalind luego mata a Dowling, y al final Rosalind y Andreas toman el control de Alfea. |                                                           |                    |                                                    |                               |

### Segunda temporada (2022)
| N.º | Título                                                                           | Dirigido por      | Escrito por          | Fecha de emisión original |
| --- | -------------------------------------------------------------------------------- | ----------------- | -------------------- | ------------------------- |
| 1 (7) | «Ataque de pánico en vuelo bajo» «Low-Flying Panic Attack»                       | Ed Bazalgette     | Brian Young          | 16 de septiembre de 2022  |
| Una vez liberada de la estasis, Rosalind empieza a hacer cambios en el proceso de formación de las hadas y los especialistas. A los estudiantes no les gusta el nuevo régimen de Alfea, por lo que hay un ambiente tenso en la escuela. Surgen rumores sobre la desaparición de varias estudiantes. Aisha conoce al especialista Grey y muestra sentimientos por él. Sky está pasando por una mala situación con Andreas y Silva. Stella en secreto empieza a seguirlo usando sus poderes de invisibilidad, pero la descubre Beatrix, insatisfecha con su situación actual. Las Winx planean una arriesgada misión para liberar a Silva y juntas logran llevar a cabo su plan. Rosalind le implanta un dispositivo a Stella en la espalda que le inhabilita usar la invisibilidad y también le impide salir del territorio de Alfea. Silva pide a las Winx que lo lleven a ver a un viejo amigo suyo, Sebastian, quien es dueño de una tienda de enseres terrestres en Blackbridge, para pedirle un refugio temporal. Sky todavía no quiere hablar con Saúl. Beatrix y Stella se hacen amigas, y Bloom intenta ganarse la confianza de Rosalind. Devin, que había sido atacado por raspadores, logra escapar de Rosalind e informar de lo ocurrido. |                                                                                  |                   |                      |                           |
| 2 (8) | «Cogido por el viento» «Taken By The Wind»                                       | Ed Bazalgette     | Victoria Bata        | 16 de septiembre de 2022  |
| Terra intenta averiguar lo que le pasó a Devin y en el bosque se encuentra con su prima Flora. En Alfea, las chicas se encuentran que Flora será su nueva compañera en su sección de dormitorios, y concertamente será compartirá habitación con Stella. Riven muestra interés en Flora, lo que alarma a Terra. Sky comienza a dar más de lo mejor en los entrenamientos. Bloom extrae información sobre los planes de Rosalind y corre el riesgo de perder su confianza. Para entender la lengua muerta del libro mágico de Rosalind que Bloom descubrió, es necesario obtener una traducción en casa de Sky. Andreas visita a Sebastian con amenazas para que le diga dónde se esconde Saúl. Durante su incursión fuera del campus, Sky le cuenta a Bloom sobre su infancia. Aisha se enfrenta al miedo de abrirse a Grey. Musa recurre cada vez más al uso de la magia para calmar a Sam y su comportamiento se vuelve extraño. Flora logra despertar a Devin, pero esto lleva a trágicas consecuencias. Andreas llega a casa de Sky para encontrar pistas sobre el paradero de Silva y, junto a Riven y Dane, incendian la casa entera tras no encontrar a nadie. Las Winx se dedican a descifrar los caracteres del libro, lo que las lleva a descubrir un nuevo misterio. Beatrix traiciona a Riven contándole a la directora que él sabe algo. Silva regresa a Alfea y se reúne con Sky. |                                                                                  |                   |                      |                           |
| 3 (9) | «Tu nueva popularidad» «Your Newfound Popularity»                                | Sallie Aprahamian | Amanda Rosenberg     | 16 de septiembre de 2022  |
| Alfea se prepara para el banquete de exalumnos, donde la princesa Stella está decidida a exponer la verdadera naturaleza de Rosalind. El grupo planea irrumpir en el ala este para descubrir qué está pasando. Rosalind invita a Bloom a la cena VIP con la intención de presumirla. El tío de la princesa Stella se emborracha. Stella se enfrenta a la reunión, pero Rosalind revela que las hadas están siendo atacadas por criaturas más oscuras y les están robando su poderosa magia. Sam empieza a perder más el control de sus emociones debido a los efectos de la magia de Musa y decide hacerle frente a Rosalind directamente, planeando en secreto matarla. Aisha se arriesga con Grey empezando una relación con él de verdad. Sam y su padre finalmente abandonan Alfea, incapaces de tratar con Rosalind y sus ambiguos y siniestros planes por más tiempo. |                                                                                  |                   |                      |                           |
| 4 (10) | «Una hora antes de que cayera el diablo» «An Hour Before the Devil Fel»          | Ed Bazalgette     | Talia Gonzalez       | 16 de septiembre de 2022  |
| Tres días después de la desaparición de Beatrix, Andreas planea intercambiarla por Marco, un hada igualmente poderoso y negociar con los Brujos de Sangre, sin embargo queda atrapado. Aisha y Grey llegan a un nuevo nivel en su relación. Flora tiene un conflicto con Terra por sus palabras sobre Riven. La fiesta en el bar de la ciudad se ve interrumpida por la inquietante noticia de que Beatrix fue secuestrada por un Brujo de Sangre. Sky, Riven y Musa intentan salvarla. Los raspadores le quitan a Musa su magia. Andreas, que ha sido poseído por los Brujos de Sangre, lucha contra Sky y Silva. Sky se ve obligado a matarlo para salvar la vida de Saúl. Bloom se entera de que el líder de las Brujos de Sangre es Sebastian, pero no lucha contra él al enterarse de que él sabe cosas sobre sus padres biológicos. Terra sale del armario contándole a Flore que es gay y se reconcilian de su enfado. Beatrix entra en razón y se da cuenta de que ha perdido sus poderes mágicos. Riven en sus brazos trae a Musa herida a Alfea y pide ayuda. |                                                                                  |                   |                      |                           |
| 5 (11) | «¿Eres una buena bruja o una mala bruja?» «Are You a Good Witch or a Bad Witch?» | Sallie Aprahamian | Vanessa James Benton | 16 de septiembre de 2022  |
| Bloom, Rosalind y Silva, con sus soldados, se unen para engañar a Sebastian pero él cancela la reunión prevista. Terra le confiesa al resto de las chicas que es gay. Las Winx intenta usar un cristal de convergencia para recuperar la magia de Musa, pero este método no funciona ya que Musa está feliz de estar libre de sus poderes de oír las mentes de las personas, lo cual ella misma le confiesa a Riven. Aisha habla sobre el efecto secundario de la interacción con el cristal y las hadas tienen un problema serio. Bloom hace un arriesgado trato con Sebastian a cambio de información sobre su pasado. Sebastian le informa que Rosalind mató a la directora Farah Dowling. Se revela que Grey es un Brujo de Sangre. Cuando Bloom regresa a Alfea, Rosalind la ataca, pero Bloom pierde el control por culpa de los efectos del cristal y mata a la directora con la llama del dragón. |                                                                                  |                   |                      |                           |
| 6 (12) | «Pobres almas desafortunadas» «Poor Unfortunate Souls»                           | David Moore       | Shaina Fewell        | 16 de septiembre de 2022  |
| La reina Luna declara públicamente a Sebastian Valtor y a otros Brujos de Sangre culpables de la muerte de Rosalind y termina declarándoles la guerra. Bloom debe enfrentarse a un juicio por el asesinato de la directora. Para ayudar en la declaración de defensa propia, Flora y Terra intentan encontrar el cuerpo de Dowling sin éxito. Stella y Aisha no logran proteger a su amiga y la madre de Stella condena a Bloom a una estasis de veinte años. Luna elogia a Stella por el esfuerzo realizado y le quita el limitador de magia, pero en respuesta, la princesa deja claro que elegirá a sus amigos en lugar de su título como princesa y sus privilegios si fuere necesario. Los especialistas realizan una infructuosa incursión en el refugio de Sebastian. Aisha se entera de que Grey es un Brujo de Sangre y rompe con él, por lo que Grey se une al líder Sebastian. Flora descubre que la planta extraída del cementerio contiene la esencia espiritual de Dowling. Farah libera a Bloom de la estasis y les da a sus alumnas una última lección sobre la magia de la transformación, tras la cual su espíritu desaparece para siempre. Beatrix ayuda a Sebastian y a los Brujos de Sangre a invadir el territorio de Alfea. |                                                                                  |                   |                      |                           |
| 7 (13) | «Todas las brujas salvajes» «All the Wild Witches»                               | David Moore       | Gregory Locklear     | 16 de septiembre de 2022  |
| Los Brujos de Sangre toman el control de Alfea, hacen cautivas a varias hadas, entre ellas a Flora, y las despojan de su magia. A cambio de la ayuda prestada, Sebastian le cuenta a Beatrix información sobre su familia, revelándole que ella tenía dos hermanas en Aster Dell. A Bloom le llegan unas visiones y las muestra pintándolas en un papel. Mientras Saúl y sus hombres intentan recuperar la escuela, Sebastian utiliza a Sky como rehén para obligar a Bloom a darle la llama del dragón. Beatrix descubre que Sebastian necesita este poder para abrir las puertas al reino de la oscuridad, donde le pedirá a la entidad conocida como la Sombra que resucite a todos los muertos en Aster Dell. Sebastian le dice a Bloom que ella nació hace mil años durante una guerra antigua. Su madre también tenía la llama de dragón, de la cual perdió el control, matando a miles de personas. Debido a su sentimiento de culpa, su madre colocó a Bloom en estasis y se desterró. Flora decide sacrificarse y se inyecta veneno, atrayendo así a los raspadores; aunque ella sobrevive, se queda con una herida de mordida no curada. Gray revela que su hermano murió en la ciudad de Aster Dell y quiere que él vuelva para salir de las expectativas de sus padres. Beatrix mata a Sky y detiene el trato entre Bloom y Sebastian. Grey resucita a Sky con su magia como Brujo de Sangre, pero Sebastian mata a Beatrix en represalia. Aisha, Stella y Terra se transforman en hadas y juntas con Bloom destruyen al enemigo. Musa y el resto de hadas recuperan su magia, y los especialistas son liberados del control de los Brujos de Sangre quienes se retiran de Alfea. Bloom se da cuenta de que Sebastian ya ha abierto el portal y por lo tanto planea entrar allí para sellarlo desde dentro. En el cementerio, donde Stella se despide de Beatrix, aparece una sombra. La temporada acaba con un final abierto en el que Bloom, al llegar al reino de la oscuridad, encuentra a su madre biológica… |                                                                                  |                   |                      |                           |

## Producción

### Desarrollo
Iginio Straffi planteó la idea de adaptar Winx Club a la acción real con anterioridad en 2011. Antes de empezar la producción del proyecto, Straffi adquirió experiencia con programas de televisión de acción en vivo, trabajando como productor para la serie de Nickelodeon Club 57. La fotografía principal para Fate finalmente empezó en septiembre del 2019 en Irlanda.
Según Straffi, la serie está dirigida a seguidores adultos de la serie animada, y en 2019 durante una entrevista la calificó como “más tensa y oscura de lo que podáis imaginar”. Fate está codirigida por Lisa James Larsson y Hannah Quinn con Brian Young como autor-productor.
A finales del 2020, se planea lanzar una colección de muñecas bajo el proyecto “Fate: The Winx Saga”.

### Casting
La cuenta oficial de Instagram de Winx Club anunció el casting de la serie el 17 de septiembre del 2019.

### Efectos
Los efectos visuales serán hechos por Cinesite Studios, empresa que ha producido varias series y películas como Los Vengadores, Harry Potter y Animales Fantásticos, entre otras. FilmFX Ireland se une a los efectos visuales de Fate: The Winx Saga.

### Banda sonora
La banda sonora de Fate: The Winx Saga estará disponible para su compra y descarga después del estreno de la serie.

### Controversias
La serie recibió críticas por el casting de Applebaum como Musa, quien fue codificada como de Asia Oriental y cuyo diseño de personaje se basó en Lucy Liu, así como el aparente reemplazo de Flora, quien fue codificada como latinoamericana y cuyo diseño de personaje se basó en Jennifer Lopez, con un nuevo personaje blanco llamado Terra.
En respuesta a la reacción desfavorable, Abigail Cowen dijo que no participó en el casting, pero quería que Flora se presentara en la segunda temporada diciendo: “Creo que la diversidad tanto delante como detrás de la cámara es vital y muy necesaria en toda la industria e internacionalmente. Por eso creo que es importante que tengamos estas conversaciones”. Brian Young ha dicho que Terra es la prima de Flora, lo que dejaba una posibilidad la inclusión de Flora en el programa. 
Elisha Applebaum, quien interpreta a Musa, también abordó la controversia. “Es realmente triste ver que los fans estaban molestos con el reparto. Yo no participé en el reparto, pero espero que lo que han visto y cómo he retratado a Musa haya sido de su agrado”, dijo Elisha a Digital Spy.
El 20 de julio de 2021 se anunció que Flora (interpretada por Paulina Chávez) se incorporaría en la segunda temporada.
Applebaum regresará como Musa.